# ポリミュージック
ポリミュージック(Poly Music)は、ニューヨークで本社であるアメリカ合衆国のグローバル音楽レコード会社。2014年に設立され、世界の伝統な音楽やその基盤で現代音楽、クラシック、ポップス音楽などハイクラス音楽の全てのことを高いクオリティーで制作している。特にアジアの伝統音楽から会社は出張した。
ポリミュージックは世界最初のエコーフレンドリー、持続可能性あるテクノロジー音楽会社で特にハイレベルな東アジアの伝統音楽が強い。
今までは10個以上のアルバムを出盤して、アマゾン、グーグル（Google）、アップル（apple), VEVO、YouTube、アマゾン（アマゾン）音楽で出て、代表的な音楽人は韓国の伽倻琴の演奏者で作曲家ハン・テラ、作曲家姜碩煕、ドイツ人Rolland Breitenfeldなどいる。
ポリミュージックはアメリカの音楽パブリッシャーアソシエーションの公式メンバーでハンテラのアルバムはアメリカの最大音楽賞グラミー賞公式出品作に選定された。

## アルバムリスト
- テラ (Live) (2015)
- A Maestro Who Saved Girl Genius (2015)
- Dreams of King Sejong, Yeo Min Lak 1 (1st Mov.-3rd Mov.), Korean Court Music Series  (2015)
- Dreams of King Sejong, Yeo Min Lak 2 (2nd Mov.-7th Yeoeum), Korean Court Music Series (2015)
- 散調（さんちょう）の響き、日韓外交部の日韓国交正常化50周年記念アルバム（杉並公会堂で最初にカヤグムリサイタル）(2015)
- 靈山會上１'Young San Hue Sang1 'Korean court music full version series 3 (2015)
- 靈山會上２'Young San Hue Sang2 (Pyeong Jo Hue Sang)' (2015)
- 千年の行進 (2016)
- テラの音楽ダイアリー (2020)

### シングル
- ハンテラ、中国の箏 Fisherman's Song" (2015)
- さくらの演奏を日本のお琴で行った日韓国交正常化50周年記念特集アルバムが公開された